# 雨花区
雨花区（うか-く）は中華人民共和国湖南省長沙市に位置する市轄区。

## 行政区画
下部に12街道、1鎮を管轄する。
- 街道:侯家塘街道、左家塘街道、圭塘街道、砂子塘街道、東塘街道、雨花亭街道、高橋街道、洞井街道、黎托街道、井湾子街道、同升街道、東山街道
- 鎮:跳馬鎮

## 交通

### 鉄道
- 武広旅客専用線
  - 長沙南駅
- 長沙地下鉄1号線
  - 南湖路駅 - 黄土嶺駅 - 涂家沖駅
- 長沙地下鉄2号線
  - 人民東路駅　- 長沙大道駅 - 沙湾公園駅 - 杜花路駅 - 長沙火車南站駅